# Dompierre-sur-Chalaronne
Dompierre-sur-Chalaronne – miejscowość i gmina we Francji, w regionie Owernia-Rodan-Alpy, w departamencie Ain.

## Nazwa
Nazwa miejscowości pochodzi od imienia św. Piotra.

## Demografia
Według danych na styczeń 2012 r. gminę zamieszkiwało 395 osób, a gęstość zaludnienia wynosiła 82,6 osób/km².